# Thaidasys tongiorgii
Thaidasys tongiorgii is een buikharige uit de familie van de Macrodasyidae. De wetenschappelijke naam van de soort werd voor het eerst geldig gepubliceerd in 2015 door Todaro, Dal Zotto en Leasi.